# Nihal
Nihal (β Leporis / β Lep / 9 Leporis / HD 36079) es la segunda estrella más brillante en la constelación de Lepus, la liebre, después de Arneb (α Leporis). De magnitud aparente +2,81, se encuentra a 159 años luz del sistema solar. Su nombre proviene del árabe An-Nihal y significa «los camellos saciando su sed».
Nihal es una gigante luminosa amarilla de tipo espectral G5II, cuya temperatura superficial de 5209 K es algo menor que la del Sol.
Posee una luminosidad 165 veces mayor que la luminosidad solar y su radio es 16 veces más grande que el radio solar.
Es una fuente emisora de rayos X, lo que sugiere que tiene actividad magnética.
Con una masa 3,5 veces mayor que la del Sol, se halla en una etapa de rápida evolución con un núcleo estable de helio; en menos de un millón de años aumentará su brillo antes de comenzar la fusión del helio en carbono y oxígeno.
Su edad actual se estima en 240 millones de años.
Aunque en líneas generales su composición química es similar a la del Sol, muestra ciertas peculiaridades, como el enriquecimiento en elementos de las tierras raras (itrio, praseodimio, neodimio y samario).
Nihal es una estrella binaria, cuya acompañante se encuentra a 2,5 segundos de arco de la estrella principal.
La compañera estelar es una estrella tenue, habiendo sido catalogada desde magnitud 7 a magnitud 11.